# Đại học Biobío

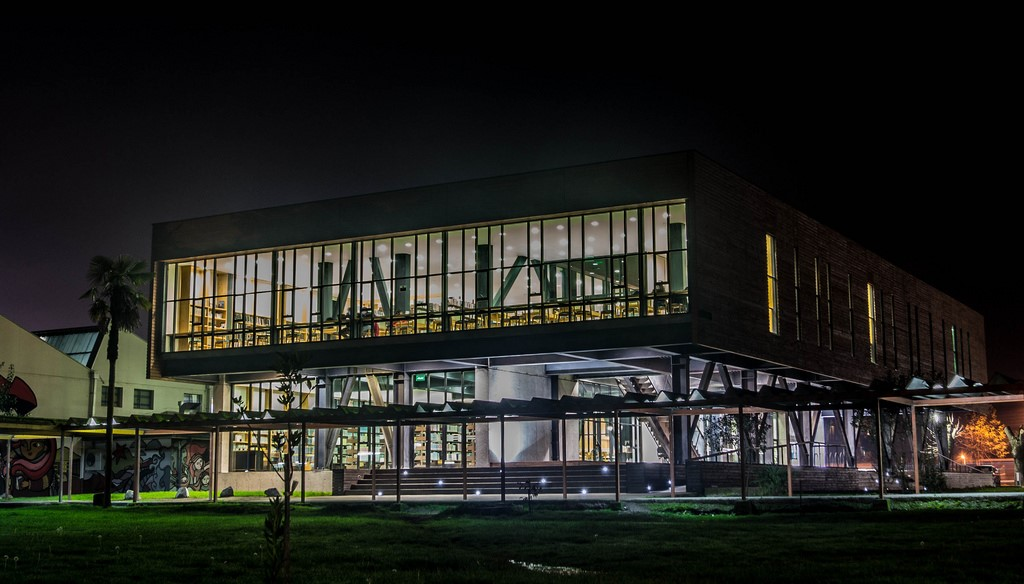
Biblioteca Universidad del Bío-Bío (2018)

Đại học Biobío (tiếng Tây Ban Nha: Universidad del Bío-Bío hay UBB) là một trường đại học ở Chile. Đây là một phần của Các trường đại học truyền thống Chile. Trường tọa lạc tại Concepción, ở Vùng thứ 8, Biobío. Trường có hơn 10.055 sinh viên đại học.